# Henri Francotte

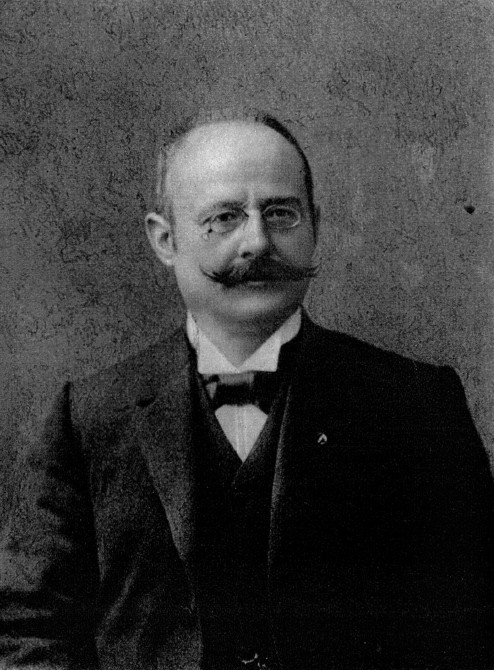
Henri Francotte (ca. 1900)

Henri Francotte (* 10. August 1856 in Lüttich; † 8. Juni 1918 in Dalhem) war ein belgischer Althistoriker.

## Leben
Henri Francotte, aus einer Lütticher Industriellenfamilie stammend, war der Bruder des Anwalts und Politikers Gustave Francotte (1852–1925), studierte Rechtswissenschaft und Altertumskunde. Er war ab 1887 außerordentlicher, ab 1890 ordentlicher Professor der Altertumskunde an der Universität Lüttich. Wie sein Bruder war er politisch und karitativ tätig. In den letzten Jahren seines Lebens war er Provinzialrat und Bürgermeister seiner Wohngemeinde Dalhem, dort ließ er sich zu Beginn des 20. Jahrhunderts ein Neorenaissance Schloss, das Château de Dalhem errichten.
Seine Forschungsarbeit war besonders dem Staatsrecht und der Staatsverwaltung der Griechen gewidmet. Die Universität Athen verlieh ihm anlässlich ihres 75-jährigen Bestehens am 10. April 1912 die juristische Ehrendoktorwürde.

## Schriften (Auswahl)
- La propagande des Encyclopédistes français au Pays de Liège, 1750–1790. Brüssel 1880
- Les populations primitives de la Grèce: Pélasges, Lélèges, Cariens, Hellènes. Paris 1891
- L’antidosis en droit athénien. Paris 1895
- L’organisation de la cité athénienne et la réforme de Clisthènes. Brüssel 1892. Nachdruck New York 1976
- L’industrie dans la Grèce ancienne. Zwei Bände, Brüssel 1900–1901
- La polis grecque. Recherches sur la formation et l’organisation des cités, des ligues et des confédérations dans la Grece ancienne. Paderborn 1907. Nachdruck New York 1967
- Les finances des cités grecques. Lüttich/Paris 1909. Nachdruck Rom 1964
- Mélanges de droit public grec. Lüttich/Paris 1910. Nachdruck Rom 1964
- Industrie und Handel A. Bei den Griechen. In: Paulys Realencyclopädie der classischen Altertumswissenschaft (RE). Band IX,2, Stuttgart 1916, Sp. 1381–1439.
- Histoire politique de la Grèce ancienne. Brüssel 1922